# Southside (Sam Hunt)
Southside è il secondo album in studio del cantante statunitense Sam Hunt, pubblicato nel 2020.

## Tracce
1. 2016 – 3:55
2. Hard to Forget – 3:24
3. Kinfolks – 3:01
4. Young Once – 3:05
5. Body like a Back Road – 2:42
6. That Ain't Beautiful – 2:44
7. Let It Down – 2:50
8. Downtown's Dead – 3:33
9. Nothing Lasts Forever – 3:04
10. Sinning with You – 3:16
11. Breaking Up Was Easy in the 90s – 3:35
12. Drinkin' Too Much – 3:52